# João Cancelo
João Pedro Cavaco Cancelo, född 27 maj 1994 i Barreiro, är en portugisisk professionell fotbollsspelare som spelar som ytterback för Al-Hilal och Portugals landslag.

## Klubblagskarriär
Cancelo föddes i Barreiro i Setúbal-distriktet och började spela fotboll i den lokala klubben FC Barreirense. Han anslöt sedan till Benficas ungdomssystem år 2007 vid 14 års ålder, där han spelade både höger- och vänsterback. 
Den 28 juli 2012 gjorde Cancelo sin debut i Benficas representationslag i en träningsmatch mot Gil Vicente. Trots att han var skriven i Beficas b-lag blev han utnämnd som en potentiell ersättare till Maxi Pereira i a-laget. Primeira Liga-debuten kom den 10 maj 2014 i en 2-1-förlust mot FC Porto.
Den 20 augusti 2014 anslöt Cancelo till Valencia genom ett ettårigt låneavtal. Han gjorde sin La Liga-debut den 25 september 2014 i en 3-0-vinst mot Córdoba och summerade säsongen med 13 framträdanden. Den 25 maj 2015 kom Cancelo överens med den spanska klubben om en permanent övergång fram till 30 juni 2021, detta för en rapporterad övergångssumma om 15 miljoner euro. Cancelo gjorde sitt första mål för klubben den 16 september i en 3-2-förlust mot Zenit Sankt Petersburg i Uefa Champions League.

### Inter
Den 22 augusti 2017 anslöt Cancelo till Inter på ett ettårigt lån, med option om att göra övergången permanent. Lånet var en del av ett lånutbyte med Valencia där Geoffrey Kondogbia rörde sig i andra riktningen.

### Juventus
Den 27 juni 2018 värvades Cancelo av Juventus, där han skrev på ett femårskontrakt. Den 7 augusti lämnade Cancelo Juventus i ett byte mot Manchester Citys högerback Danilo + pengaaffär där Juventus fick pengarna. 

### Manchester City
Den 7 augusti 2019 värvades Cancelo av Manchester City, där han skrev på ett sexårskontrakt.

## Landslagskarriär
Cancelo kallades för första gången till seniorlaget av förbundskaptenen Fernando Santos den 26 augusti 2016, gjorde ett mål och spelade 90 minuter i en 5-0-vinst mot Gibraltar.

## Meriter
Benfica
- Primeira Liga: 2013/2014

Juventus
- Serie A: 2018/2019
- Supercoppa Italiana: 2018

Manchester City
- Premier League: 2020/2021, 2021/2022, 2022/2023
- Uefa Champions League: 2022/2023
- FA-cupen: 2022/2023
- Engelska Ligacupen: 2020/2021

Bayern München
- Bundesliga: 2022/2023

Portugal
- Uefa Nations League: 2018/2019